# 6º Stormo
Il 6º Stormo, i cui membri sono conosciuti come i "Diavoli Rossi", è un reparto da interdizione dell'Aeronautica Militare operativo con il velivolo Panavia Tornado. Dipende dal Comando delle forze da combattimento di Milano e ha sede presso l'aeroporto di Ghedi.
Lo stormo, intitolato alla memoria del tenente pilota Alfredo Fusco, è costituito da 3 gruppi (102º "Giuseppe Cenni", 154º e 155º) delle specialità CBOC (caccia bombardieri ognitempo convenzionali), CRO (caccia ricognitori ognitempo), OCU (operational conversion unit - unità di conversione operativa) e ETS (Electronic Warfare Tactical Suppression).

## Storia

### Costituzione e guerra

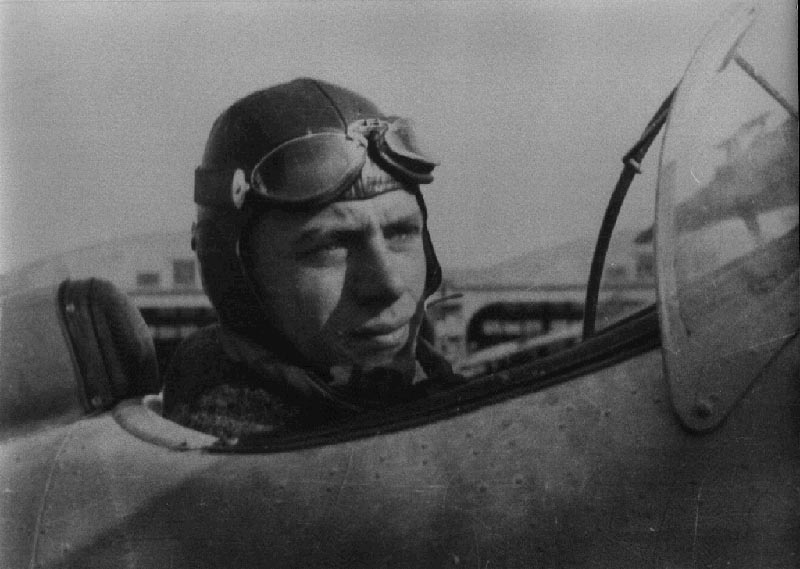
Giuseppe Cenni, 153ª Sq. del 3º Gruppo Caccia del neo 6º Stormo, fu il primo pilota dello Stormo ad essere selezionato per andare a formare il primo gruppo Cacci italiano nella Guerra in Spagna: Cucaracha. A soli 21 anni fu tra i primi “assi” di quella guerra con 8 vittorie. La foto fu scattata in Spagna su un Cr.32.

Il 6º Stormo Caccia Terrestre venne costituito presso l'aeroporto di Campoformido (UD) il 15 gennaio 1936 con uomini provenienti dal 1º e 4º Stormo. 
Tra il 15 gennaio e il 15 maggio 1936 era comandato da Vincenzo Velardi.
Consisteva inizialmente di due gruppi di volo, il 2º Gruppo, composto dalla 150ª, 151ª, 152ª Squadriglia e il 3º Gruppo caccia terrestre, composto dalla 153ª (tra i cui piloti spicca il futuro asso della caccia e dei Tuffatori Giuseppe Cenni) e 154ª Squadriglia, cui si aggiunse, il 15 febbraio 1936, la 155ª. 
Nell'Agosto del 1939 la 155ª Squadriglia venne inviata in Africa Orientale Italiana dall'Aeroporto di Ravenna all'Aeroporto di Dire Dawa diventando 410ª Squadriglia Autonoma C.T. ma mantenne lo stemma del Diavolo ghignante con l'aggiunta del casco coloniale.
Utilizzando i caccia Fiat C.R.32, C.R.42 e G.50, all'indomani dell'ingresso dell'Italia nella seconda guerra mondiale il 2º Gruppo venne dislocato in Puglia e il 3º Gruppo in Sardegna. Al 10 giugno 1940 il II Gruppo era all'Aeroporto di Grottaglie al comando del maggiore Giuseppe Baylon con 27 CR 32 ed il III Gruppo era all'Aeroporto di Monserrato al comando del Tenente Colonnello Renzo Cozzi con 27 CR 32.
Il 2º Gruppo combatté nel Mediterraneo e in Africa settentrionale prima di essere rimpatriato a Gorizia nel 1941, quando venne dotato dei caccia Reggiane Re.2001 con cui tornò a volare decollando dalla Sicilia e da Pantelleria. Anche il 3º Gruppo prese parte ai combattimenti in Africa e, tornato in Italia nel febbraio 1942, fu dislocato a Ciampino, Reggio Calabria, Lecce e infine in Sicilia, dove viene colto dall'armistizio arrendendosi agli Alleati. All'8 settembre 1943 il II Gruppo era all'Aeroporto di Sarzana-Luni con la 152ª con 3 RE 2001 e 4 CR 42 e la 358ª all'Aeroporto di Albenga-Riviera con 7 CR 42 ed il III Gruppo all'Aeroporto di Caselle con la 153ª, 154ª e 155ª Squadriglia.

### Dopoguerra
Sciolto durante il prosieguo del conflitto, il 6º Stormo venne ricostituito a Treviso il 1º gennaio 1951 su base 155º Gruppo equipaggiato con caccia P-51. 
Col nuovo nome di 6ª Aerobrigata l'unità si spostò nell'aeroporto di Ghedi incorporando il 154º Gruppo e i suoi nuovi DH.100 Vampire e F-84G che, tra il 1956 e il 1964 furono rimpiazzati dagli F-84F prima e dagli F-104G dal 1963.
La terza componente l'Aerobrigata era dal 1953 il 156º Gruppo che nella primavera del 1964 ottenne, primo reparto Italiano, la qualifica "Strike", cioè la capacità operativa di bombardamento con bombe nucleari. Al Gruppo era stato ufficialmente assegnato il compito di assicurare, 24 ore su 24, la capacità di produrre, entro tempi molto brevi, un attacco con armamento nucleare a obiettivi posizionati nei paesi del Patto di Varsavia che rientravano nell’area di competenza della V ATAF (Allied Tactical Air Force), il comando aereo NATO situato a Vicenza. Il gruppo doveva mantenere il 70% dei velivoli in dotazione in vari stadi di prontezza. Quelli di massima allerta erano i 4 velivoli pronti a decollare in 20’ in configurazione completa: bomba nucleare installata, taniche carburante da guerra (da sganciarsi una volte esaurite) e razzi JATO. Essendo dotati di armi nucleari, i velivoli erano parcheggiati in un’area rispondente a particolari misure di sicurezza chiamata QRA (Quick Reaction Area), sorvegliata da personale misto italiano e americano. Il 15 giugno 1966 l'aerobrigata perse il 156º Gruppo, che venne trasferito a Gioia del Colle (BA).
Adelchi Pillinini nel 1959 venne assegnato al 154º Gruppo, dove rimase fino al 1971, ricoprendo vari incarichi, tra cui comandante della 391ª Squadriglia, e comandante del 154º Gruppo. 
Dal 1962 al 1964 è stata comandata da Dino Ciarlo. Nel settembre 1967, a seguito di una ristrutturazione dell'Aeronautica Militare, la 6ª Aerobrigata riprende il vecchio nome di 6º Stormo.
Piani militari segreti del Patto di Varsavia, risalenti agli anni sessanta e resi pubblici nel 2005, prevedevano un attacco all'Italia attraverso la neutrale Austria con un bombardamento nucleare preventivo sulle città di Vienna, Monaco di Baviera, Innsbruck, Venezia, Padova, Vicenza, Verona, Ghedi e Piacenza. Le truppe russe-ungheresi consistenti in 7 divisioni motorizzate, 3 divisioni corazzate, 38 lanciamissili, 214 aerei da combattimento, 121 caccia, 24 aerei da ricognizione e 25 bombardieri con armi atomiche prevedevano di occupare il Nord Italia, attraverso le linee di penetrazione di Tarvisio e della Val Camonica, raggiungendo Brescia e Bologna in 13 giorni di combattimenti attestandosi poi saldamente sull'Appennino tosco-emiliano. Al contrario i piani militari segreti della NATO prevedevano, secondo quanto affermato dall'ex presidente Francesco Cossiga in una nota trasmissione televisiva della Rai, una risposta nucleare italiana sulle città di Praga e Budapest condotta dall'aeronautica militare con cacciabombardieri Panavia Tornado dell'aeroporto di Ghedi.
Il 12 giugno 1984 ci fu un incidente di rilievo di un Tornado MRCA, il quale era pilotato dal cap. C. Gambuti con navigatore il cap. I. Ceccarelli, evento accaduto ad Asola a seguito di attività addestrativa e che causò il decesso dei due ufficiali.

### Storia recente
Compito dello Stormo e dei suoi Tornado, in tempo di pace, è quello di mantenere la prontezza al combattimento (Combat Readiness) degli equipaggi di volo, predisporre i rischieramenti in ambito IRF (Immediate Reaction Force) e cooperare con le autorità civili in caso di calamità naturali. In tempo di guerra il compito è quello di condurre operazioni di attacco e ricognizione per difendere l'area di interesse assegnata. Nel 1982 arrivano i primi caccia multiruolo Panavia Tornado, assegnati inizialmente al 154º Gruppo, mentre dal 1985 al 1990 rientra nei ranghi dello Stormo il 155º Gruppo, da cui si era distaccato il 1º ottobre 1964.

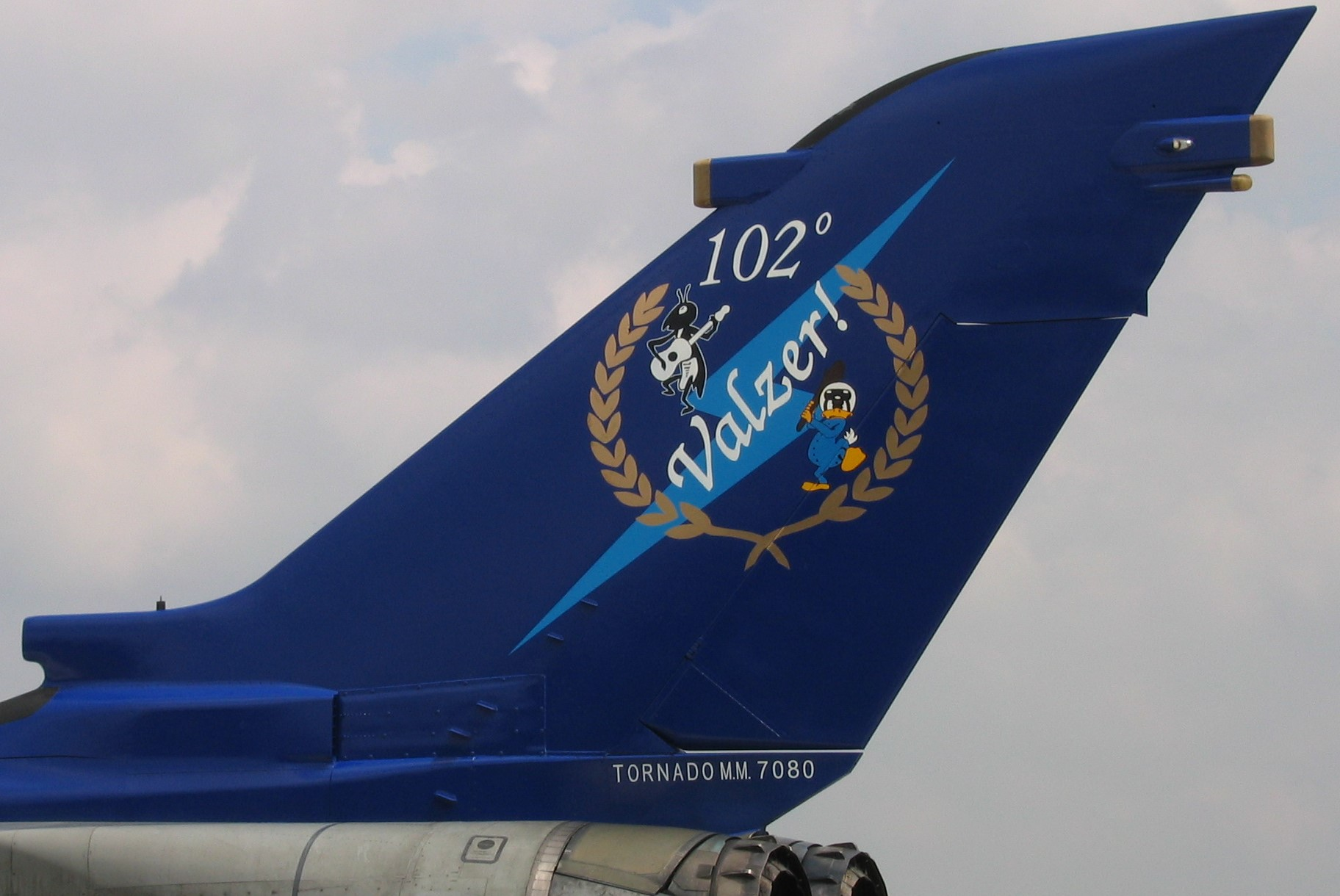
Special color di un Tornado del 102ºGr. col celebre motto "Valzer!" di Giuseppe Cenni. (6º St. Ghedi, 2008)

Il 13 settembre 1993, i "Paperi" del 102º Gruppo Volo passarono dal 5º Stormo "Giuseppe Cenni", sull'aeroporto di Rimini, al 6º Stormo sull'Aeroporto di Ghedi. Inoltre dal 1999 vi fu la chiusura della scuola "Tornado Trinational Training Establishment" (TTTE), di Cottesmore in Inghilterra, destinata alle tre aviazioni: inglese, tedesca e italiana. Il compito di questa scuola, fin dall'entrata in servizio dei Tornado, era quello di addestrarne e formarne i futuri piloti e navigatori. Per gli equipaggi italiani, tale prestigioso compito venne affidato dall'Aeronautica Militare al 102º Gruppo, che ha acquisito la denominazione di “Operational Conversion Unit” (OCU), reparto che addestra e abilita tutti i piloti dell'Aeronautica Militare, e non solo, ai Tornado. Nonostante questo incarico speciale il 102º Gruppo ha sempre mantenuto il 100% di operatività come tutti gli altri Gruppi.
Negli anni novanta in poi lo Stormo partecipa a numerose missioni: nell'agosto 1990 i suoi aerei presero parte alla Guerra del Golfo, nel 1999 all'Operazione Allied Force, dal novembre 2008 al novembre 2009 all'International Security Assistance Force ed all'Intervento militare internazionale in Libia del 2011.
Il rapporto statunitense del Natural Resources Defence Council mostra che nella base di Ghedi, secondo il concetto NATO di Nuclear sharing, sono conservate 20 bombe atomiche B61-4 di potenza variabile tra 45 e 107 chilotoni. La base militare rappresenta inoltre una chiara eccezione all'interno del programma NATO, visto che è l'unica a possedere armi nucleari e ad essere gestita esclusivamente dalle forze armate del paese ospitante e non da quelle americane. Le bombe atomiche B61-4 possono essere utilizzate solo dai cacciabombardieri Tornado IDS del 6º Stormo dell'Aeronautica Militare Italiana, appositamente configurati per l'attacco nucleare.
Nel luglio 2008 al 102º Gruppo e al 155º Gruppo si affiancò anche il 156º Gruppo.
Il 19 agosto 2014 due Panavia Tornado in missione di addestramento decollati dalla base stanziale del 6º Stormo di Ghedi, in provincia di Brescia, sono precipitati nei pressi di Ascoli Piceno a seguito di una collisione in volo.
Con la chiusura, il 14 settembre 2016, del 50º Stormo sulla base di Piacenza-San Damiano, nell'ambito di un importante programma di ridimensionamento dell’Aeronautica Militare, sia i Tornado IDS, sia gli ECR del 155º Gruppo vengono trasferiti a Ghedi, rendendo così la base bresciana l'unica dotata di tali velivoli. Come conseguenza, il 156º Gruppo “Le Linci” è stato collocato in posizione quadro.
Lo stormo partecipa alla missione "Prima Parthica" al confine tra Siria e Iraq, con quattro velivoli Tornado nell'ambito dell'Intervento militare contro lo Stato Islamico.
Il 16 giugno 2022 giunge il primo caccia F-35: il caccia multiruolo di 5ª generazione che andrà a sostituire gradualmente i Tornado.

## Reparti dipendenti
- 102º Gruppo "Giuseppe Cenni" - F-35A Lightning II
- 154º Gruppo - Tornado IDS (Il primo F-35A Lightning II per il gruppo è arrivato a Ghedi il 1 Luglio 2025)
- 155º Gruppo ETS - Tornado ECR[1]
- 606ª Squadriglia collegamenti
- GEA (Gruppo Efficienza Aeromobili)
- 406º Gruppo STO (Servizio Tecnico Operativo)
- 506º Gruppo SLO (Servizio Logistico Operativo)
- G.P.F. (Gruppo Protezione delle Forze)

## Araldica
Lo stemma adottato quasi subito dal reparto fu un diavolo rosso ghignante e con le mani adunche, disegnato da Giuseppe Zanini, raffigurante la caricatura dell'allora capitano pilota Giovanni Borzoni, il quale successivamente divenne capoformazione della pattuglia acrobatica Diavoli Rossi.

Distintivo storico del 6º Stormo Caccia della Regia Aeronautica.
Distintivo storico anti-britannico del 154º Gruppo
Distintivo del 156º Gruppo

### Periodici
- Carlo Migliavacca, Ricordo di un eroe: il magg. pil. Giuseppe Cenni (PDF), in Aeronautica, n. 8-9, Roma, Associazione Arma Aeronautica, 2013.